# Greg Cruttwell

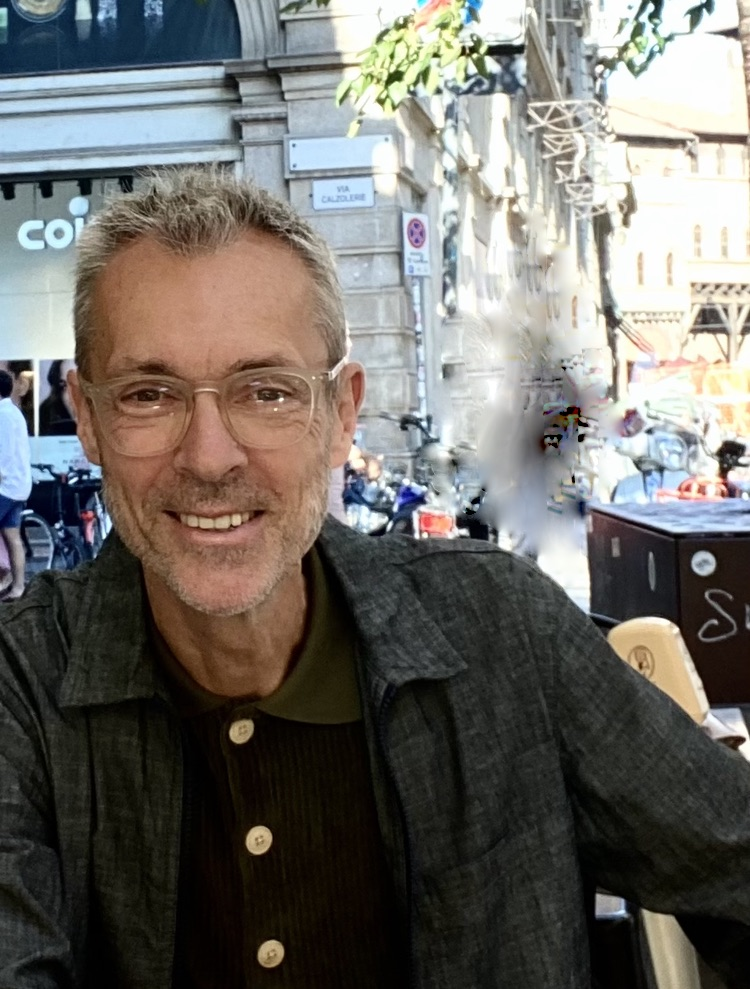
Greg Cruttwell (2024)

Greg Cruttwell (* 1962 in London) ist ein britischer Schauspieler, Drehbuchautor, Regisseur, Filmproduzent und Sohn der Schauspielerin Geraldine McEwan und Hugh Cruttwell, dem früheren Direktor der Royal Academy of Dramatic Art.

## Leben
Cruttwell besuchte die London Academy of Music and Dramatic Art. Bevor er als Regisseur und Filmproduzent tätig wurde, wirkte er in über 20 Theater-Produktionen, in ganz Großbritannien mit. 1990 schrieb Cruttwell das Stück Waiting for Sir Larry, in dem er auch eine Hauptrolle übernahm. Das Stück wurde auf dem Edinburgh Festival mit dem Fringe First Award ausgezeichnet.
Sein Filmdebüt hatte Cruttwell 1993 in Mike Leighs Komödie Nackt. Außerdem war er 1996, neben Danny Aiello, Jeff Daniels und Charlize Theron, in dem Kriminalfilm 2 Tage in L. A. zu sehen. Auch in den britischen Fernsehproduktionen Murder Most Horrid, French & Saunders und Birds of a Feather hatte er Episodenrollen.
Im Jahr 2002 hat Cruttwell, zusammen mit dem Produzenten Phil Hunt, eine eigene Produktionsfirma, namens Head Gear Films, gegründet. Der erste von Head Gear Films produzierte Film war Chunky Monkey, für den Cruttwell das Drehbuch schrieb. Des Weiteren produzierte er für Head Gear den Politthriller Rabbit On The Moon.

## Filmografie (Auswahl)
- 1991: Murder Most Horrid (Fernsehserie, Folge 1x03)
- 1993: French & Saunders (French and Saunders, Comedy-Serie, Folge 4x01)
- 1993: Nackt (Naked)
- 1993: Birds of a Feather (Fernsehserie, Folge 5x01)
- 1994: Mord ist ihr Hobby (Murder, She Wrote, Fernsehserie, Folge 11x03)
- 1995: Der Marshal (The Marshal, Fernsehserie, Folge 1x10)
- 1996: 2 Tage in L. A. (2 Days in the Valley)
- 1997: George – Der aus dem Dschungel kam (George of the Jungle)